# Santiria griffithii
Santiria griffithii là một loài thực vật thuộc họ Burseraceae. Loài này có ở Indonesia, Malaysia, và Singapore.